# Šabla
Šabla (búlgaro:Шабла) é uma cidade da Bulgária, localizada no distrito de Dobrich. A sua população era de 3,586 habitantes segundo o censo de 2010. Situa-se no ponto mais oriental da Bulgária, sobre o mar Negro.

## População
| Šabla | Šabla | Šabla | Šabla | Šabla | Šabla | Šabla | Šabla | Šabla | Šabla | Šabla | Šabla | Šabla | Šabla | Šabla | Šabla | Šabla | Šabla | Šabla | Šabla |
| --- | ----- | ----- | ----- | ----- | ----- | ----- | ----- | ----- | ----- | ----- | ----- | ----- | ----- | ----- | ----- | ----- | ----- | ----- | ----- |
| Ano | 1887  | 1910  | 1934  | 1946  | 1956  | 1965  | 1975  | 1985  | 1992  | 2001  | 2002  | 2003  | 2004  | 2005  | 2006  | 2007  | 2008  | 2009  | 2010  |
| População |       |       |       | …     | …     | 4,536 | 4,477 | 4,645 | 4,401 | 4,008 | 3,958 | 3,939 | 3,897 | 3,863 | 3,808 | 3,752 | 3,694 | 3,662 | 3,586 |
| Fontes: Instituto Nacional de Estatísticas, „citypopulation.de“, „pop-stat.mashke.org“, Bulgarian Academy of Sciences |       |       |       |       |       |       |       |       |       |       |       |       |       |       |       |       |       |       |       |